# Mark Rowing
Mark Rowing (* 24. März 1966 in Doncaster) ist ein ehemaliger englischer Snookerspieler, der nach dem Gewinn der English Amateur Championship 1987 zwischen 1988 und 1997 für neun Saisons Profispieler war. In dieser Zeit erreichte er unter anderem das Achtelfinale des Classic 1990 und Rang 60 der Snookerweltrangliste. Anschließend war er erneut im Amateurzirkus tätig und zog 2010 bei der Senioren-Europameisterschaft ins Halbfinale ein.

## Karriere

### Karrierebeginn
Rowing begann Mitte der 1980er Jahre, Interesse für eine Karriere als Profi-Snookerspieler zu zeigen, und nahm an zwei Events der WPBSA Pro Ticket Series teil, allerdings ohne größere Erfolge. Größere Aufmerksamkeit bekam er 1987, als er an der Qualifikation für das Endspiel um die English Amateur Championship teilnahm und das Finale seiner Hälfte erreichte. In diesem besiegte er Jonathan Birch und qualifizierte sich folglich für das Gesamt-Finale. Dort besiegte er Sean Lanigan und kürte sich zum britischen Meister. Im selben Jahr nahm er an der Amateurweltmeisterschaft teil, schied jedoch mit nur einem Sieg in der Gruppenphase und mehreren Niederlagen, unter anderem gegen James Wattana, in der Gruppenphase aus. Außerdem nahm er an den Dutch Open 1988 teil und wurde erst im Halbfinale von Altmeister Alex Higgins gestoppt, bevor er zur Saison 1988/89 Profispieler wurde. Mitte April 1988 soll er zudem in einem Übungsmatch gegen einen Phil Doody ein 155er-Break gespielt haben, das höchstmöglichste Break im Snooker, das nur durch eine Sonderregelung noch höher als das Maximum Break (147 Punkte) sein kann. Rowings Erfolg wird jedoch nicht anerkannt, da nur Rowing selbst und Doody anwesend waren. Ironischerweise spielte just eine Woche auf demselben Tisch im selben Club Steve Duggan in einer Partie gegen Rowing mit Doody als Schiedsrichter ein 148er-Break, was wiederum offiziell anerkannt wird.

### Profizeit
Rowing startete verhalten in seine Profikarriere und erreichte während seiner ersten Saison nur bei der UK Championship die Hauptrunde, aber auch die äquivalente vorletzte Qualifikationsrunde der Snookerweltmeisterschaft. Außerdem schied er beim dritten Event der Turnierserie WPBSA Non-Ranking erst in der Runde der letzten 48 aus. Am Ende der Saison platzierte sich der Engländer auf Rang 99 der Weltrangliste. In der nächsten Saison zog er jedoch gleich viermal in eine Hauptrunde sowie erneut in die vorletzte WM-Qualifikationsrunde ein. Bei seinen Hauptrundenteilnahmen überstand er zudem zweimal die erste Hauptrunde, wobei er sich bei den British Open erst in der Runde der letzten 32 und beim Classic im Achtelfinale geschlagen geben musste. Letzteres Ergebnis stellt Rowings bestes Profiergebnis dar. Auf der Weltrangliste verbesserte er sich schlagartig auf Rang 60, ebenfalls in diesem Metier Rowings bestes Karriereergebnis.
In den nächsten beiden Spielzeiten konnte Rowing bei je vier Turnieren mindestens die Runde der letzten 64 und damit die erste Hauptrunde beziehungsweise die vorletzte WM-Qualifikationsrunde erreichen. Sein bestes Ergebnis war die Teilnahme an der Runde der letzten 32 des International One Frame Shoot-out 1990, ein Turnier ohne Einfluss auf die Weltrangliste. Dennoch rutschte er auf der Weltrangliste innerhalb dieser zwei Saisons auf Platz 105 ab. In der Saison 1992/93 konnte Rowing zwar nur dreimal eine Runde der letzten 64 erreichen, trotzdem verbesserte er sich auf der Rangliste wieder auf Platz 73. In den nächsten Saisons war dies dann nur noch ein- bis zweimal der Fall; bei den International Open 1996 kam er letztmals über die Runde der letzten 64 hinaus und verlor in der Runde der letzten 32. Auf der Weltrangliste verschlechterte er sich sukzessive und belegte 1997 nur noch Rang 92, wobei er dann nach neun Jahren seine Profikarriere beendete.

### Amateurzeit danach
Bereits 1998 war Rowing wieder mit Erfolg auf dem britischen Amateurzirkus unterwegs und nahm wieder einmal an der Qualifikations für das Endspiel der English Amateur Championship. In diesem Jahr verlor er im Viertelfinale gegen den späteren mehrfachen Profi-Weltmeister Mark Selby; im Jahr 1999 verlor er in derselben Runde gegen Lee Spick. Nach einigen Jahren ohne bemerkenswerte Ergebnisse zog er 2009 ins Viertelfinale der Amateur-Seniorenweltmeisterschaft ein, gefolgt 2010 vom Halbfinale der Senioren-Europameisterschaft. Bereits 2009 gewann er die englische Seniorenmeisterschaft. 2010 nahm er erneut an dem Turnier teil. Rowing lebt in seinem Geburtsort Doncaster.

## Erfolge
| Ausgang         | Jahr | Turnier                                           | Finalgegner    | Ergebnis |
| --------------- | ---- | ------------------------------------------------- | -------------- | -------- |
| Amateurturniere |      |                                                   |                |          |
| Sieger          | 1987 | English Amateur Championship – North              | Jonathan Birch | 8:6      |
| Sieger          | 1987 | English Amateur Championship                      | Sean Lanigan   | 13:11    |
| Sieger          | 2009 | English Amateur Championship – Masters (Over 40s) | Colin Norton   | 6:4      |